# Ganguru
Ganguru est un quartier de la ville de Vijayawada dans l'État d'Andhra Pradesh en Inde.